# 愛迷エレジー
『愛迷エレジー』（あいまい・えれじー、英文表記: Aimai Elegy）は、DECO*27の2枚目のメジャーアルバム。2010年12月15日にU/M/A/Aから発売された。このリリースに先行して、同名表題曲は同月1日にmarina歌唱版、同月15日に初音ミク歌唱版が、どちらもニコニコ動画へと投稿された。
自身が初めて歌声音声ソフト「Megpoid (GUMI)」を使用した楽曲「弱虫モンブラン」「モザイクロール」、同年発売の同人アルバム「パラヴレルワールド」を踏まえて、発売されたメジャーアルバム。インストゥルメンタル含む10曲＋ボーナストラック4曲の構成。
前作と異なり、人間歌手による楽曲が多く含まれる作品となった。参加歌手はアニメ「Angel Beats!」でも活躍したmarina、前作にも登場したとぴ、イラストレーターとしても活躍するmirto。また、本人歌唱曲も1曲収録されている。
iTunes Storeでは『愛迷エレジー+』として発売され、ボーナストラックとして、「弱虫モンブラン」「モザイクロール」の原曲（GUMI歌唱版）を収録。

## 収録曲
特記事項以外、全作詞・作曲・編曲はDECO*27。

### 初回生産限定盤
（時間：49分22秒、規格品番：XECJ-1011、CD+DVD、32ページ絵本型ブックレット、特殊ニス表面加工の三方背BOX付き）
CD
1. entree [1:13]
2. モザイクロール (feat. marina) [3:06]
本作のためにリアレンジされた。
3. ショコラビーツ (feat. 初音ミク) [3:37]
4. トリノアイウタ (feat. GUMI) [3:55]
作詞：柴咲コウ
4th同人アルバム「パラヴレルワールド」収録曲の「リノリウム」を、歌詞・アレンジ変更したもの。
5. 愛迷エレジー (feat. marina) [3:01]
表題曲。ニコニコ動画にも投稿され、NNIオリジナル曲（ニコニコ動画に投稿された人間歌唱によるオリジナル曲）としては異例の300万再生を超えるヒット曲となった。
6. 飴模様 (feat. GUMI) [3:27]
7. 未来世 (feat. とぴ) [3:26]
2nd同人アルバム「No You, No Me」収録曲のリアレンジ版。
8. ベリーブルー (DECO*27 Vocal Mix) [4:14]
9. 弱虫モンブラン (feat. marina) [4:00]
本作のためにリアレンジされた。
10. outree [0:56]
11. 愛言葉 (sasakure.UK Sweets Remix) (feat. mirto) [5:22]
12. 弱虫モンブラン (ELECTROCUTICA White Remix) (feat. GUMI) [4:50]
13. モザイクロール (kous DR Remix) (feat. 初音ミク) [4:50]
14. むかしむかしのきょうのぼく (feat. 初音ミク) [4:37]
漫画「週刊はじめての初音ミク」のテーマ曲。

DVD
1. 弱虫モンブラン (feat. GUMI) [Music Video]
2. モザイクロール (feat. GUMI) [Music Video]
3. トリノアイウタ (feat. GUMI) [Music Video]
4. 愛迷エレジー (feat. marina) [Music Video]

## 演奏
- 初音ミク：Vocal (3.13.14)
- GUMI：Vocal (4.6.12)
- marina：Vocal (2.5.9)
- とぴ：Vocal (7)
- mirto：Vocal (11)
- DECO*27 
  - Guitar, Synthesizer, Electronics (1～10)
  - Vocal (8)
  - Chorus (2～9)
- 永友聖也 (キャプテンストライダム)：Guitar (2.5.7.9)
- 梶山剛 (ex.SPARTA LOCALS)：Drums (2.5.7.9)
- 40mP：Piano (4)